# 重田
重田（しげた、しげだ、しげの、おもた、おもだ、おみた、えだ）は、日本人の苗字である。
重田（しげた）姓は藤原氏支流。旧信濃国（現在の長野県）に起源をもつ。関東から長野県、及び広島県・山口県付近などを中心に東北地方を除いて広く分布し、神奈川県に特に多い。伊豆半島から伊豆諸島にかけても分布が見られる。日本全国に約20'000人弱いるとされる。近世以降の系譜は詳らかでないとされる。家紋は「丸に立梶の木（葉）」「丸に井筒」「丸に違い鷹の羽」「丸に九枚笹」。 
『しげた』と発音する姓は他に「茂田」「繁田」「滋田」などがある。水田に稲の葉が茂っている様を表す、との説がある。古くから信濃国に影響力を持っていた滋野氏との関連も指摘される。
また、重田や茂田、繁田などはそれぞれ別の地域から発祥した一族であるが、これらのシゲタが発音の同から混同されていったとも考えられている。「スギタ」氏との関連も指摘されている。
本項目では主に、『しげた』と発音する重田姓について扱う。

## 重田姓の人物
重田氏
藤原氏の流れを汲む信濃國佐久郡発祥の一族。現在も佐久に宗家を名乗る家系が残る。初め武田氏、武田氏滅亡後は蘆田氏に、天正壬午の乱の以後より徳川氏に仕え天守番などを務めた。依田氏の一族であり、姓を依田より「繁田」に改め、さらに後に好字の「重」を用いて「重田」に改めたとされる。依田氏、穴山氏と深い関係にあり、穴山氏から出た武田勝頼の敗戦による武田氏滅亡時には、重田宗家には穴山氏に縁が深い土屋氏（穴山一族）が付き従っていた。
その後、共に天正十年の天正壬午の乱では重田周防守国が「三澤ヶ嶽（三澤小屋）」で依田信蕃を補佐したと伝わる。天正壬午の乱で信蕃が死去した後は時期は不明であるが、徳川氏に従ったとされる。慶長五年の第二次上田合戦には徳川勢につき本多正信属として赴いている。『信濃史料』にも「天正七年（中略）芦田郷内山家郷代官重田周防守」の記述がみられる。
重田佐兵衛，重田喜兵衛
依田信蕃の長男松平(依田)康真が天正十八年に小諸藩(10万石)から藤岡藩(3万石)へ移封した際にこれに従った、いわゆる「芦田五十騎」のそれぞれ第3位、第5位である。武田氏に仕え、その滅亡後は徳川と依田氏（芦田氏）に属した。
藤岡藩改易後は信濃国に戻っている。喜兵衛は佐兵衛の子で父と行動を共にした。
宗家家紋は「丸に立梶の木（葉）」。元々、祖先としての依田氏や諏訪氏が平安時代に木曽の源一族と共に諏訪大社への大規模な寄進や祭りの支援を行ったため、家紋として諏訪大社の印を使う許可を得、その流れを汲む重田直系及びそれに連なる一族は諏訪大社由来の家紋を引き継ぎ使用しており、安中市の長源寺、仙石氏に建立された信濃の国佐久の大徳寺（観音堂(日影堂)を慶安4年（1651年）建立)、小諸市の海應院、真楽寺など複数の寺にそれぞれの地域での重田宗家に連なる家々が古くから家紋と重田の墓を残している。
その後、宗家一族は長野県佐久市にて帰農したが、兄弟は芦田氏(依田)と供に移り静岡(十辺舎一九を生む）や千葉下総、山口、神戸、福井(加藤康寛配下)などの藩にて武士として続く一族、江戸にて旗本・御家人（玉村町の徳川御用医師 小泉重田家に連なる）として続く一族に分かれる。それぞれ３つの本家には同じ位牌を分け、それぞれに盛り立てていくこととなった。そのため、各本家には位牌とそれに伴う縁起書が残っている。
また、第二次大戦前、当時国内及び朝鮮半島にて大酒屋を営んでいた宗家分家に仙石家所縁にて仙石子爵家末代の長女( 仙石久英氏長女、重田万蔵夫人阿幾子:『昭和新修華族家系大成』及び『平成新修旧華族家系大成』上巻、788-789頁。)が嫁いでいた。
万蔵氏は当初仙石家養子の話があったが、重田姓に拘り、結果として仙石本家は断絶することとなった。
戦国期、室賀氏との土豪同士の争いからの敗戦にて信濃の国から逃げ出していた真田幸隆を受け入れていた安中市の長源寺と縁が深く昌幸調略などにも関わった。その縁から長源寺に重田氏（依田姓の頃から）の墓があり、重田家の墓(荒れ放題であった安中城の重田家の墓で武者の幽霊を見たという地元の方がお墓を整え、供養まで行っており、墓地は現在まできちんと整備されて永代供養されている）が残っており、昭和末に再度供養を行ったこともある。

### 地域名、屋敷名、その他
- 千葉県に存在する重田踏切については、徳川家5男万千代が穴山家を継いだ際に付き従った穴山衆に含まれる重田分家の名を採った地域名称が基とされている。（異説として田が重なるからとの話もある）
- 群馬県佐波郡玉村町には重田氏の居した屋敷跡遺構が残されている。（江戸時代の医者の家系であり、江戸の重田家家系につらなる小泉重田家）
- 十返舎一九の本名は重田姓であり、静岡の出である。